# Every Night at Eight
Every Night at Eight is een Amerikaanse muziekfilm uit 1935 onder regie van Raoul Walsh. Destijds werd de film in Nederland uitgebracht onder de titel Elke avond acht uur.

## Verhaal
Drie vrouwelijke collega's zingen dikwijls samen. Als ze stiekem samen een lied opnemen op de dictafoon van hun chef, worden ze ontslagen. Ze besluiten vervolgens deel te nemen aan een talentenjacht op de radio.

## Rolverdeling
| Acteur           | Personage                |
| ---------------- | ------------------------ |
| George Raft      | Tops Cardona             |
| Alice Faye       | Dixie Foley / Dixie Dean |
| Frances Langford | Susan Moore              |
| Patsy Kelly      | Daphne O'Connor          |
| Henry Taylor     | Schurk                   |
| Jimmy Hollywood  | Schurk                   |
| Eddie Bartell    | Schurk                   |
| Walter Catlett   | Ceremoniemeester         |
| Harry Barris     | Harry                    |
| Herman Bing      | Joe Schmidt              |
| Boothe Howard    | Martin                   |
| John Dilson      | Huxley                   |
| Louise Carver    | Mevrouw Snyder           |